# Erebia yablonoica
Erebia yablonoica är en fjärilsart som beskrevs av B.C.S Warren 1931. Erebia yablonoica ingår i släktet Erebia och familjen praktfjärilar. Inga underarter finns listade i Catalogue of Life.